# Сантана, Тиаго
Тиа́го де Санта́на да Си́лва (порт.-браз. Tiago de Santana da Silva; род. 14 апреля 1998, Салвадор) — бразильский футболист, защитник клуба «Метрополитано».

## Биография
Родился в районе Камасари города Салвадор, штат Баия. На юношеском и молодежном уровне выступал за «Гремио», «Атлантико» и «Виторию».
Взрослую футбольную карьеру начал в «Жакуипенсе». На общенациональном уровне дебютировал 6 мая 2018 в проигранном (1:2) выездном поединке 3-го тура группы 7 Серии D против «Сержипи». Тиаго вышел на поле в стартовом составе и отыграл весь матч, а на 78-й минуте получил желтую карточку. С 2018 по 2023 год выступал у чемпионатов штата и Серии D чемпионата Бразилии за «Матуриненсе», «Барселону» (Ильеус), «Виторию-да-Конкиста», АССУ, «Баия-ди-Фейра» «Агуа Санта» и «Гаму». В начале июля 2023 года свободным агентом перебрался в «Метрополитано». Провел 9 матчей в Лиге Катариненсе.
В конце июля 2023 года отправился в годовую аренду в «Ворсклу». В футболке полтавского клуба дебютировал два дня спустя, 27 июля 2023 в победном (2:1) домашнем поединке 2-го квалификационного раунда Лиги конференций УЕФА против грузинской «Дилы». Сантана вышел на поле в стартовом составе, а на 83-й минуте его заменил Даниил Хрипчук. В Премьер-лиге Украины дебютировал 6 августа 2023 в проигранном (1:4) выездном поединке 2-го тура против львовского «Руха». Сантана вышел на поле в стартовом составе, на 36-й минуте получил желтую карточку, а на 87-й минуте его заменил Даниил Изотов.